# Powiat de Radomsko
Pour les articles homonymes, voir Radomsko (homonymie).
Le powiat de Radomsko (en polonais : Powiat radomszczański) est un powiat  (district - une division administrative territoriale) de la voïvodie de Łódź, dans le centre-sud de la Pologne. 
Il est né le 1er janvier 1999, à la suite des réformes polonaises de gouvernement local passées en 1998 et créée en 2002.
Le siège administratif (chef-lieu) du powiat est la ville de Radomsko, qui se situe à 80 kilomètres au sud de Łódź, capitale de la voïvodie. Il y a deux autres villes dans ce powiat: Przedbórz qui se situe à environ 31 kilomètres à l'est de Radomsko et Kamieńsk qui se situe à environ 10 kilomètres au nord de Radomsko.
Le district couvre une superficie de 1 442,78 kilomètres carrés. En 2006, sa population est de 118 856 habitants, avec une population pour la ville de Radomsko de 49 152 habitants, pour la ville de Przedbórz de 3 758 habitants, pour la ville de Kamieńsk de 2 858 habitants et pour la partie rurale de 63 088 habitants.

## Division administrative
Le district est subdivisé en 14 gminy (communes) (1 urbaine, 2 urbaine-rurales (mixtes) et 11 rurales) :
- 1 commune urbaine : Radomsko.
- 2 communes urbaines-rurales : Kamieńsk et Przedbórz.
- 11 communes rurales : Dobryszyce, Gidle, Gomunice, Kobiele Wielkie, Kodrąb, Ładzice, Lgota Wielka, Masłowice, Radomsko, Wielgomłyny et Żytno.

| Gmina           | Type    | Superficie (km²) | Population (2006) | Siège           |
| --------------- | ------- | ---------------- | ----------------- | --------------- |
| Radomsko        | Urbaine | 62,0             | 49 152            |                 |
| Przedbórz       | Mixte   | 189,9            | 7 595             | Przedbórz       |
| Gidle           | Rurale  | 116,3            | 6 610             | Gidle           |
| Kamieńsk        | Mixte   | 95,8             | 6 094             | Kamieńsk        |
| Gomunice        | Rurale  | 62,6             | 5 966             | Gomunice        |
| Żytno           | Rurale  | 197,5            | 5 716             | Żytno           |
| Radomsko        | Rurale  | 85,3             | 5 653             | Radomsko        |
| Wielgomłyny     | Rurale  | 123,1            | 4 951             | Wielgomłyny     |
| Ładzice         | Rurale  | 82,7             | 4 928             | Ładzice         |
| Kodrąb          | Rurale  | 105,8            | 4 732             | Kodrąb          |
| Lgota Wielka    | Rurale  | 63,1             | 4 472             | Lgota Wielka    |
| Kobiele Wielkie | Rurale  | 101,9            | 4 434             | Kobiele Wielkie |
| Masłowice       | Rurale  | 116,2            | 4 369             | Masłowice       |
| Dobryszyce      | Rurale  | 51,1             | 4 184             | Dobryszyce      |

1. ↑  La ville de Radomsko est également le chef-lieu de la gmina de Radomsko, bien qu'elle ne fasse pas partie du territoire de cette dernière.

## Villes du Powiat
- Radomsko
- Przedbórz
- Kamieńsk

## Démographie
Données du 31 décembre 2007
| Description | Total   | Total | Femmes | Femmes | Hommes | Hommes |
| ----------- | ------- | ----- | ------ | ------ | ------ | ------ |
| Unité       | Nombre  | %     | Nombre | %      | Nombre | %      |
| Population  | 112 814 | 100   | 57 425 | 50,90  | 55 389 | 49,10  |
| Urbain      | 49 487  | 43,87 | 25 872 | 22,93  | 23 615 | 20,93  |
| Rural       | 63 327  | 56,13 | 31 553 | 27,97  | 31 774 | 28,16  |

## Histoire
De 1975 à 1998, les différentes gminy du powiat actuel appartenaient administrativement aux voïvodies de Częstochowa et de Piotrków.